# Erik Saedén
Erik Saedén  (* 3. September 1924 in Vänersborg, Älvsborgs län; † 3. November 2009) war ein schwedischer Opernsänger im Stimmfach Bariton.

## Leben
Erik Saedén absolvierte eine Gesangsausbildung an der Königlichen Musikakademie und an der Königlichen Opernschule in Stockholm. Neben seiner Gesangsausbildung studierte er zusätzlich Dirigieren und Orgel. Außerdem erwarb er während des Studiums ein Diplom als Gesangslehrer.
1952 wurde Saedén an das Königliche Opernhaus in Stockholm verpflichtet, dessen festes Ensemblemitglied er bis 1981 blieb.
Er wirkte in mehreren Opern-Uraufführungen und Erstaufführungen mit, unter anderem 1952 an der Stockholmer Oper in der Uraufführung der Oper Gilgamesj von Ture Rangström, 1956 in Porträttet von Hilding Rosenberg, 1959 ebenfalls in Stockholm in der Weltraumoper Aniara von Karl-Birger Blomdahl und 1978 in Le Grand Macabre von György Ligeti. Außerdem sang er 1968 an der Deutschen Oper in Berlin in der Uraufführung der Oper Ulisse von Luigi Dallapiccola.
Bei den schwedischen Erstaufführungen sang er 1957 die Titelrolle in Wozzeck von Alban Berg und 1961 den Nick Shadow in The Rake’s Progress von Igor Strawinsky.
Viele Jahre feierte Saedén große Erfolge bei den Festspielen im Schlosstheater Drottningholm. 1958 sang Saedén bei den Bayreuther Festspielen den Kurwenal in Tristan und Isolde, den Heerrufer in Lohengrin und den Donner in Das Rheingold. 1959 und 1974 gastierte er beim Edinburgh Festival. 1989 übernahm er bei den Festspielen in Savonlinna den Vater Henrik in der Oper Singoalla von Gunnar de Frumerie.
Größere Bekanntheit erlangte Saedén auch durch seine Mitwirkung in der Verfilmung von Wolfgang Amadeus Mozarts Oper Die Zauberflöte von Ingmar Bergman unter dem Titel Trollflöjten. Saedén übernahm dabei die relativ kleine, aber dramaturgisch wichtige Rolle des Sprechers.
Saedén war bis kurz vor seinem Tod als Gesangslehrer und Sänger künstlerisch aktiv. Zwei Tage vor seinem Tod wirkte er in der Kirche von Sundbyberg noch in einer Aufführung der lyrischen Suite Förklädd Gud von Lars-Erik Larsson mit.
1965 wurde Erik Saedén Mitglied der Stockholmer Musikakademie, 1966 wurde er zum schwedischen Hofsänger ernannt. Für seine künstlerischen Verdienste erhielt er 1975 den schwedischen Orden Litteris et Artibus.

## Repertoire
Saedén sang zu Beginn seiner Karriere zwar auch das lyrische Bariton-Fach in den Opern von Wolfgang Amadeus Mozart  (Papageno, Guglielmo, Conte Almaviva) und Richard Wagner (Wolfram, Heerrufer), übernahm jedoch sehr schnell die großen Charakterpartien wie Jochanaan in Salome, Scarpia in Tosca, Golaud in Pelléas et Mélisande, Beckmesser in Die Meistersinger von Nürnberg und Klingsor in Parsifal. Der Beckmesser galt lange Zeit als Saedéns besondere Glanzrolle. Er zeichnete die Figur als tragischen und tief einsamen Charakter und verzichtete in seiner Interpretation fast vollständig auf jede oberflächliche Komik.